# Старобібеєво
Старобібеєво (рос. Старобибеево) — присілок у Болотнинському районі Новосибірської області Російської Федерації.
Входить до складу муніципального утворення Новобібеєвська сільрада. Населення становить 22 особи (2010).

## Історія
Згідно із законом від 2 червня 2004 року органом місцевого самоврядування є Новобібеєвська сільрада.

## Населення
| 2002 | 2007 | 2010 |
| ---- | ---- | ---- |
| 25   | ↘16  | ↗22  |